# (6065) Chesneau
(6065) Chesneau ist ein Asteroid des Hauptgürtels, der am 27. Juli 1987 von den US-amerikanischen Astronomen Eleanor Helin und R. Scott Dunbar am Palomar-Observatorium (IAU-Code 675) auf dem Gipfel Palomar Mountain etwa 80 Kilometer nordöstlich von San Diego entdeckt wurde.
Der Asteroid wurde am 15. April 2014 nach dem französischen Astronomen Olivier Chesneau (* 1972) benannt, der Sternumgebungen von Protoplanetaren Scheiben bis zu Akkretionsscheiben von Novae mit Hilfe des Interferometers der Europäischen Südsternwarte am La-Silla-Observatorium in Chile erforscht.
Der Himmelskörper gehört zur Phocaea-Familie, einer Gruppe von Asteroiden, die nach (25) Phocaea benannt ist. Charakteristisch für diese Gruppe ist unter anderem die 4:1-Bahnresonanz mit dem Planeten Jupiter.